# NSB El 4
Die Baureihe El 4 sind norwegische Elektrolokomotiven, die zwischen 1925 und 1967 bei den Norwegischen Staatsbahnen (NSB) im Einsatz waren. Die Lokomotiven wurden vor Erzzügen auf der Ofotbane eingesetzt. Es wurden fünf Lokomotiven gebaut. Davon ist keine erhalten geblieben. Die Ofotbane wurde 1923 elektrifiziert, wodurch Bedarf an elektrischen Güterzuglokomotiven zum Bespannen der Erzzüge entstand. Die NSB beschlossen daher, fünf Lokomotiven der Baureihe El 4 zu bestellen.

## Technik

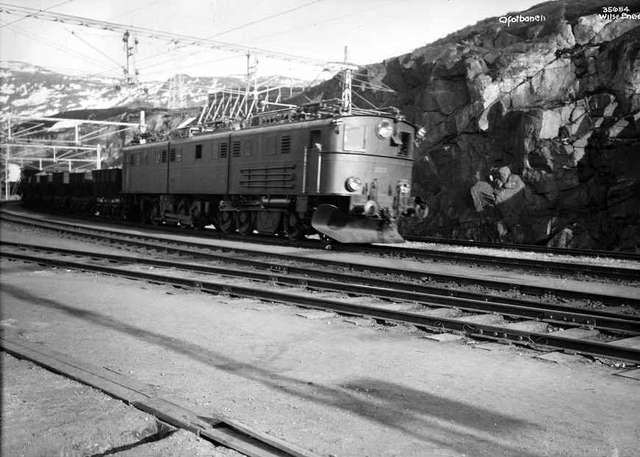
Eine NSB El 4 in Katterat

Die Lokomotiven waren dreisektional und hatten je zwei Antriebseinheiten mit drei Treibachsen, die über eine Blindwelle angetrieben wurden. Jeweils unter dem Führerhaus war eine Laufachse angeordnet. Die beiden Rahmenhälften waren an den Enden durch Kurzkupplungen verbunden.
Der mittlere Teil des Lokkastens verfügte über einen eigenen Hilfsrahmen, der schwenkbar auf den beiden Rahmenhälften der Lokomotive auflag. Der Transformator befand sich in diesem mittleren Teil des Lokkastens.
Die Lokomotiven waren mit einer Nutzbremse ausgestattet. Bei dieser Baureihe erfolgte dies durch einen separaten elektrischen Wandler, der an die Nebenschlusswicklungen angeschlossen war. Bei aktivierter regenerativer Bremse fungierten die Antriebsmotoren als Generatoren und lieferten Energie zurück an die Oberleitung. Die durch die Rekuperation erzielten Vorteile reichten nicht aus, um die mit Betrieb und Wartung verbundenen Nachteile auszugleichen. Die Rekuperationsbremse wurde bei allen Lokomotiven entfernt.

## Geschichte
Die fünf Lokomotiven wurden zwischen 1925 und 1929 bei Thune und Hamar Jernstøberi gebaut und von NEBB mit der elektrischen Ausrüstung versehen. 
Während des Zweiten Weltkriegs wurden vier der fünf zu dem Zeitpunkt in Narvik abgestellten Lokomotiven von Fliegerbomben schwer beschädigt, während Lokomotive 2033 am 11. Juli 1940 bei einer Sabotageaktion in Brand geriet. Alle Lokomotiven außer der 2034 und der 2044 wurden repariert und wieder in Betrieb genommen, während die 2034 als erste dieser Baureihe verschrottet wurde.
Nach dem Zweiten Weltkrieg stieg die Fördermenge an Eisenerz in Kiruna und Malmberget erheblich an, so dass die Gesamtlänge der Züge erhöht werden musste und leistungsfähigere Lokomotiven benötigt wurden. Deshalb wurden 1953 die Lokomotiven 2033 und 2045 zu einer Doppellokomotive zusammengefügt. Die NSB beschlossen ferner, acht neue Lokomotiven eines der schwedischen Baureihe Dm ähnlichen Typs, die El 12, zu bestellen.
Am 6. Oktober 1959 entgleiste die El 4 2046 am Ufer über dem Sördalsmyren am Bahnhof Katterat und stürzte den Hang hinunter in Richtung Hundalsälven. Da der Wert der Lokomotive geringer eingeschätzt wurden als die Bergungskosten, wurden einige Ausrüstungsgegenstände demontiert, danach die Lokomotive überfüllt und mit weiteren Steinmassen begraben.
Als LKAB Ende der 1960er Jahre die Fördermenge weiter erhöhte, in deren Folge noch schwerere Züge zu bespannen waren, wurden die stärkeren El 15 bestellt. 1963 wurde die Doppellokomotive überflüssig und verschrottet.

## Übersicht
| Lokomotive | Bestellung     | Auslieferung | Inbetriebnahme   | Besonderes |
| ---------- | -------------- | ------------ | ---------------- | --- |
| 2033       | 4. August 1923 | 1925         | 4. August 1926   | Geriet 1940 in Straumsnes in Brand und wurde am 18. Oktober 1940 zur Reparatur nach Oslo geschickt, da die Werkstätten in Narvik durch einen Fliegerbombenangriff zerstört waren. Sie kehrte am 4. August 1948 aus Oslo zurück. Die Zusammenstellung zur Doppellokomotive mit El 4 2045 erfolgte 1953. Am 17. Juli 1963 ausgemustert und verschrottet. |
| 2034       | 4. August 1923 | 1925         | 4. August 1926   | 1940 im Betriebswerk Narvik durch Fliegerbomben beschädigt und in Narvik verschrottet, das Mittelteil wurde 1942 nach Oslo geschickt und Teile davon zur Reparatur der anderen El 4-Lokomotiven verwendet. |
| 2044       | 2. Juli 1926   | 1928         | 6. November 1928 | 1940 mit dem Lokschuppen II durch Fliegerbomben beschädigt und verbrannt, am 4. Januar 1941 nach Oslo geschickt, wo sie ausgemustert und verschrottet wurde. |
| 2045       | 2. Juli 1926   | 1928         | 6. November 1928 | 1940 am Bahnhof Narvik durch Fliegerbomben beschädigt und verbrannt, am 14. Oktober 1940 zum Wiederaufbau nach Oslo geschickt und am 23. Juli 1950 zurückgebracht. Die Zusammenstellung zur Doppellokomotive mit El 4 2033 erfolgte 1953. Am 17. Juli 1963 ausgemustert und verschrottet.                                                              |
| 2046       | 6. Januar 1928 | 1929         | 24. August 1929  | 1940 durch Fliegerbomben beschädigt und im Betriebswerk verbrannt. Sie wurde am 21. Oktober 1940 nach Oslo geschickt und am 25. April 1948 zurückgebracht. Die Lokomotive wurde nach der Entgleisung am 6. Oktober 1959 ausgeschlachtet, die Reste wurden zugeschüttet.                                                                                |